# Ambrettolid
Ambrettolid ist eine chemische Verbindung aus der Gruppe der makrocyclischen Lactone. Es ist eine natürliche Verbindung mit Moschusduft. Synthetisch hergestelltes Ambrettolid wird als Duft- und Aromastoff verwendet.
Ambrettolid bezeichnet ursprünglich den Naturstoff Hexadec-7-enolid. Der Name wird aber teilweise auch für die isomeren Verbindungen ω-6-Hexadecenlacton und Oxacycloheptadec-10-en-2-on genutzt.

## Vorkommen
Ambrettolid kommt natürlich im Moschuskörneröl (Ambretteöl), also dem Öl der Samen des Bisamstrauches (Hibiscus abelmoschus L.) aus der Gattung Bisameibisch vor. Zum ersten Mal isoliert wurde es 1927. Später wurde bei einer detaillierten Untersuchung bekannt, dass das ätherische Öl und damit auch das Ambrettolid nur in der äußeren Samenhülle der Ambrette-Samen enthalten ist. Der Anteil des Ambrettolids am ätherischen Öl beträgt etwa 8–15 %. Extrakte aus der Rinde der Amerikanischen Klettertrompete (Campsis radicans) enthalten ca. 5 % Ambrettolid. Es wurde auch in Tabakrauch nachgewiesen.

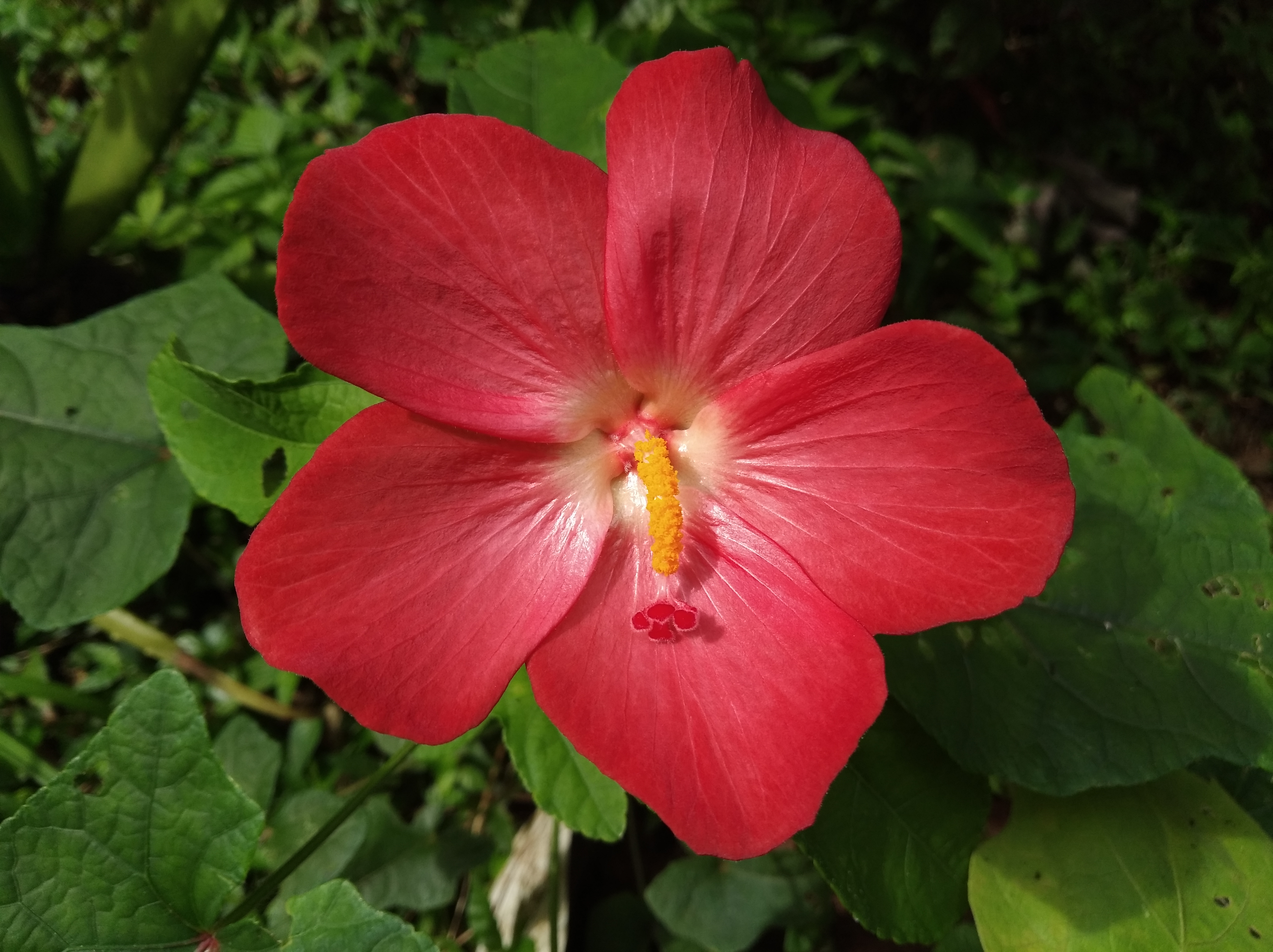
Bisamstrauch
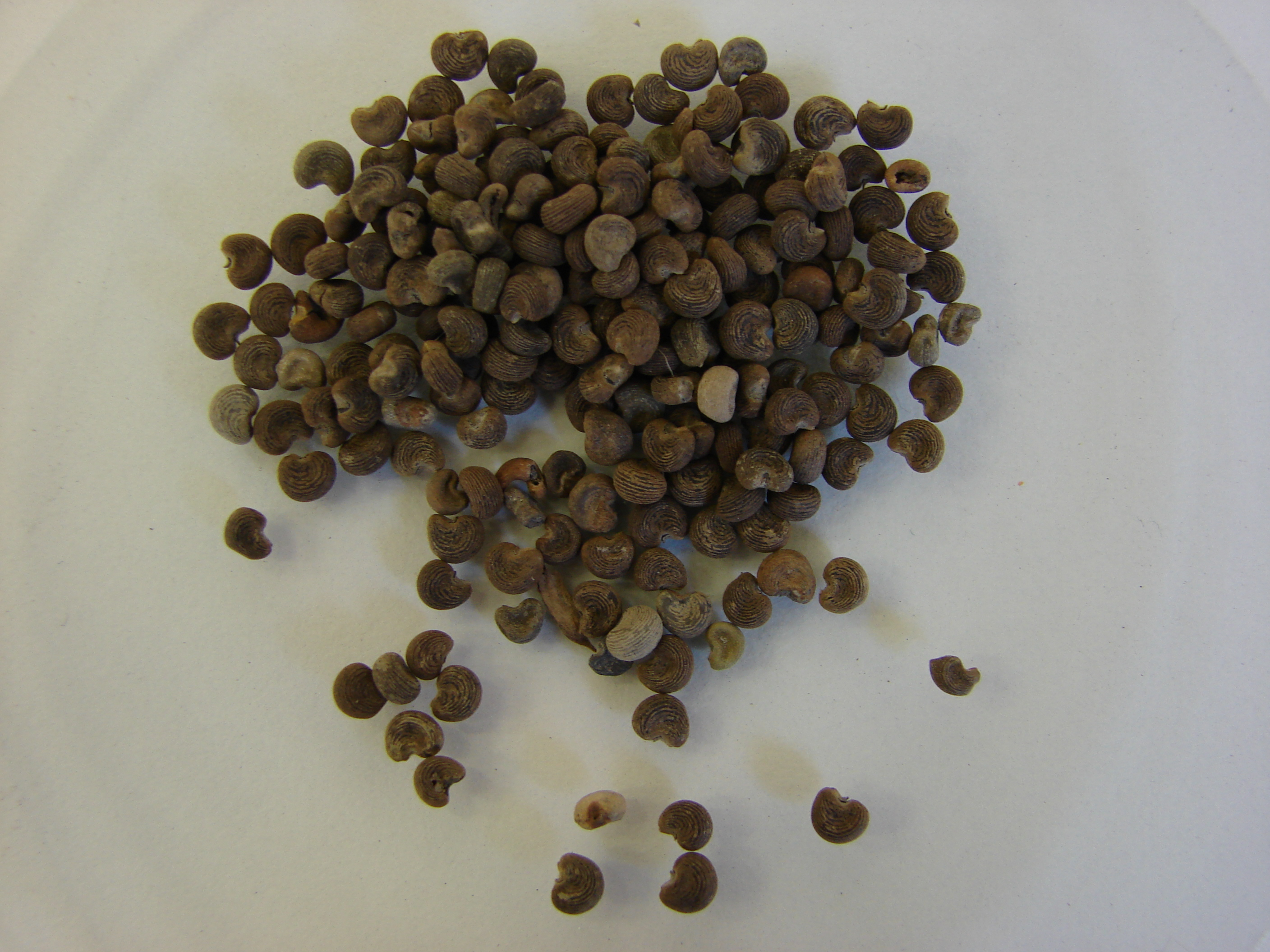
Bisamstrauch-Samen

## Gewinnung und Darstellung
Das (E)-Isomer des Ambrettolids kann ausgehend vom Aleuritinsäuremethylester (Methylester der 9,10,16-Trihydroxyhexadecansäure bzw. Aleuritinsäure) hergestellt werden. Dieser wird zunächst in mehreren Schritten in die 7,8,16-Trihydroxyhexadecansäure umgewandelt. Hierzu werden die benachbarten Hydroxygruppen als Acetonid geschützt, die terminale Hydroxygruppe mit Kaliumpermanganat zur Carbonsäure oxidiert und der Methylester am anderen Ende durch Bouveault-Blanc-Reduktion zum Alkohol oxidiert. Nach Entschützung können die Hydroxygruppen entschützt und nach Umwandlung in Bromide eliminiert werden. Die Cyclisierung kann durch Polymerisation und Depolymerisation erfolgen. Eine andere Methode geht ebenfalls von Aleuritinsäuremethylester aus, verwendet aber nach der Isomerisierung der Hydroxy-Positionen andere Methoden. Durch Umsetzung mit Diphenylphosphinchlorid, elementarem Iod und Imidazol in Dioxan wird durch Eliminierung ebenfalls 16-Hydroxyhexadeca-7-ensäure erhalten. Diese kann durch Umsetzung mit Methanol und Bortrifluorid-Etherat wieder in einen Methylester überführt werden und dieser durch Umsetzung mit Magnesiumchlorid-Hexahydrat bei 270–280 °C cyclisiert werden. Die Gesamtausbeute beträgt etwa 58 % bezogen auf Aleuritinsäuremethylester. Die Verbindung kann außerdem aus 16-Bromhexadec-7-ensäure hergestellt werden.
Das (Z)-Isomer kann selektiv durch Alkin-Metathese und anschließende partielle Hydrierung hergestellt werden. Hierzu wird zunächst mithilfe von Dicyclohexylcarbodiimid die 7-Noninsäure mit 9-Undecinol verestert. Als Katalysatoren für die Metathese eignen sich Tri-tert-butoxy(tert-butylmethylidin)wolfram(VI) oder Molybdänhexacarbonyl mit para-Chlorphenol. Lindlar-Hydrierung des erhaltenen Cycloalkins führt durch die cis-Selektivität der Reduktion um (Z)-Ambrettolid.

## Eigenschaften
Ambrettolid ist ein farbloses Öl mit moschusartigem Geruch, das wenig löslich in Chloroform und Methanol ist. Die Geruchsschwelle beträgt 0,3 ng/L in Luft.

## Verwendung
Ambrettolid wird als Duftstoff unter anderem in Kosmetika und Reinigungsmitteln verwendet. Die weltweite Verwendungsmenge liegt in der Größenordnung 10 bis 100 Kilogramm pro Jahr. Das E-Isomer von Ambrettolid wird als Fixiermittel in Parfümformulierungen verwendet. Es wird seit den 1950er Jahren eingesetzt. In der EU ist Ambrettolid unter der FL-Nummer 10.059 als Aromastoff für Lebensmittel allgemein zugelassen. Von der FDA in den USA ist es als Generally Recognized as Safe (GRAS) eingestuft.

## Externe Links zu erwähnten Verbindungen
1. ↑  Externe Identifikatoren von bzw. Datenbank-Links zu Aleuritinsäuremethylester:  CAS-Nr.: 57491-54-0, PubChem: 26249298, ChemSpider: 32701511, Wikidata: Q27293766.
2. ↑  Externe Identifikatoren von bzw. Datenbank-Links zu 16-Hydroxyhexadeca-7-ensäure:  CAS-Nr.: 506-14-9, PubChem: 5282940, Wikidata: Q76286252.
3. ↑  Externe Identifikatoren von bzw. Datenbank-Links zu 7-Noninsäure:  CAS-Nr.: 57491-54-0, PubChem: 549239, Wikidata: Q82106849.
4. ↑  Externe Identifikatoren von bzw. Datenbank-Links zu 9-Undecinol:  CAS-Nr.: 177961-61-4, PubChem: 534854, Wikidata: Q82103814.